# جامع الجوهرة
جامع الجوهرة بالرياض، من الجوامع الموجودة في مدينة الرياض.

## الموقع
يقع الجامع في حي الديرة، ويطل على أربعة شوارع أحدها شارع الخزان، ويعتبر من الشوارع التجارية.

## هيكل البناء
- يغلب على طراز الجامع الطراز الأسلامي حيث تميزت مداخله بأقواسٍ مدببة مرتفعة البناء تليها مساحة مسقوفة ثم بعدها أبواب الجامع.
- يعلو المدخل الرئيس الجنوبي ثلاثة أقواس مدببة مرتفعة على أعمدة رخامية ثم تأتي بعدها مساحة مسقوفة ثم أبواب الجامع الرئيسية.
- تتكون حوائط الجامع الخارجية من كرانيش زخرفية طولية كما صممت النوافذ بشكل مجموعات والأعمدة والأسقف من الخرسانة المسلحة والجدران من الطوب القوي.
- تتواجد أربعة أعمدة في وسط الجامع يعلوها سقفاً يرتفع عن بقية أسقف الجامع، وتتواجد فيه نوافذ لإدخال الإضاءة الطبيعية تتوسطها أربعة أعمدة رئيسية كبيرة يحيط بكل عامود أربعة أعمدة شكلية ويصل ما بينها أقواس تحمل فوقها سقفاً تحيط به نوافذ.
- يوجد مصلى للنساء شرق الجامع له مدخل خاص على شارع الخزان، وتتوفر فيه جميع الخدمات من دورة مياه وغيرها.[2]

## اجزاء الجامع
مداخل الجامع للجامع عدة مداخل منها ثلاثة أبواب تُفتح على الجنوب، وبابان يفتحان على الشمال، وباب في جهة القبلة على يمين المحراب للإمام، وباب يفتح على جهة الشرق، وباب يفتح على جهة الشرق، وباب في جهة الشمال الشرقي.
المنارة للجامع منارتان إحدهما على يمين المدخل الرئيسي للجامع في الجهة الجنوبية الشرقية، والأخرى على يساره من الجهة الجنوبية الغربية، ولكل منهما باب يُفتح على قاعة الصلاة من على يمين الداخل ومن على يساره من جهة الجنوب شارع الخزان، وتتخذ شكل المربع لكل منهما أربع فتحات عمودية مغطاة بطبقة إسمنتية، والمحراب عبارة عن تجويف اسطواني الشكل في جدار القبلة لا يوجد فيه زخارف مكسوة بالرخام.
المنبر عبارة عن منصة علوية يستفيد منها الإمام في الصعود بواسطة درجات إسمنيتة، ويتواجد المنبر خلف المحراب.

## أبرز خدمات الجامع
- مكتبة في الجهة الغربية خلف حائط القبلة لها بابان، باب يُفتح على قاعة الصلاة، وآخر يُفتح على الشارع من الخارج.
- على يسار المنبر داخل القاعة توجد غرفة صغيرة لأجهزة الصوت
- تتوزع على جهات الجامع وعلى المآذن سماعات صوتية
- تتوفر اضاءة الثريات الجيدة
- تتوزع حول محيط الجامع برادات مياه للشرب
- تتوفر المصاحف على الأرفف المناسبة في جميع ارجاء الجامع الداخلية وعند الأعمدة الرئيسية الأربعة، وكذلك كراسي المصاحف عند حائط القبلة
- في قاعة الصلاة توجد ساعاتان ولوحات إعلانات
- تتوفر غرفة وظيفتها التحكم في مفاتيح الكهرباء على يمين المدخل الرئيس من الجهة الجنوبية، وكذلك غرفة خاصة للمستودع
- توجد دورتان مياه إحداهما عند زاوية الجامع الشمالية الشرقية، والأخرى عند زاوية الجامع الشمالية الغربية تُفتح على الشوارع.[4]

## وصلات خارجية
- الجوهرة بشارع الخزان.
- شارع الخزان.. قصة عمرها 50 عاما لا يعرفها إلا القليلون !.